# Lhamo Latso
Il Lhamo Latso (Lha mo bla mtsho in tibetano) è un lago del Tibet.

## Descrizione
Posto nel territorio della Contea di Gyaca, a centocinquanta chilometri a sud di Lhasa e a un'altitudine di 5,300 metri sul livello del mare, il Lhamo Latso era considerato sacro dal popolo tibetano in quanto luogo di emanazione della potente dea Palden Lhamo, entità tutelare che promise al I Dalai Lama di proteggere il Tibet e il suo lignaggio di reincarnazione, oltre che quello dei Panchen Lama, e il governo nazionale. La dea promise inoltre che le acque del lago avrebbero fornito a chiunque lo interpellasse nitide immagini e visioni riguardanti il futuro, ragion per cui assunse il soprannome «Lago delle Visioni».
Nel 1509, il II Dalai Lama fondò sulle sue rive il Monastero di Chokhorgyal, e subito dopo si impose l'abitudine di servirsi del suo potere oracolare per il ritrovamento delle reincarnazioni dei tulku di elevato lignaggio, Dalai Lama e Panchen Lama compresi. Il governo e il clero di Lhasa lo usarono insieme agli oracoli di Stato per avere suggerimenti sulle principali decisioni da prendere.
In pochi decenni divenne un'importantissima meta di pellegrinaggio da parte dei più insigni lama, meditatori e monaci in cerca di potenti e chiare divinazioni con cui identificare i presagi ed evitare anzitempo le situazioni avverse.
Fu consultato per l'ultima volta nel 1935 dal V Reting Rinpoce, il Reggente alla ricerca della reincarnazione del XIII Dalai Lama. Accompagnato dai suoi principali dignitari, Reting ebbe la visione di tre lettere dell'alfabeto tibetano, seguite da un monastero con un tetto verde giada e oro, e infine da una casa con tegole turchese. Decise di mantenere segreta la visione, e due anni dopo identificò il nuovo Dalai Lama in Lhamo Döndrub, un bambino del villaggio di Taktser, nell'Amdo.
Fino al 1959 era tradizione che il Dalai Lama lo visitasse in pellegrinaggio almeno una volta nella sua vita, ma ancora oggi il lago è una meta di kora tra i pellegrini buddhisti.

## Influenza sui media
- Il Lhamo Latso è citato in una breve sequenza di immagini nel film biografico Kundun, incentrato sulla vita del XIV Dalai Lama, mentre Reting Rinpoce incontra per la prima volta il piccolo Lhamo, a cui dice di averlo incontrato in una visione e di essere riuscito a trovarlo dopo aver analizzato molte tracce. Durante il dialogo, vengono mostrate brevi e intense immagini del lago oracolare;